# Temmels
Temmels est une municipalité allemande de la Verbandsgemeinde Konz située dans l'arrondissement de Trèves-Sarrebourg, en Rhénanie-Palatinat, dans l'ouest du pays.

## Géographie
La commune est délimitée au nord-ouest par la frontière luxembourgeoise et la Moselle qui la séparent du canton de Grevenmacher.